# Bundesautobahn 87
Bundesautobahn 87 (Abkürzung: BAB 87) – Kurzform: Autobahn 87 (Abkürzung: A 87) – war der Projektname einer geplanten Autobahn, die von Stuttgart-Stammheim (gepl. Kreuz mit der A 80/A 83) über Waiblingen, Schorndorf, Schwäbisch Gmünd, Aalen zur A 7 Anschlussstelle Aalen/Westhausen (Aalen-Nord) als Entlastung der Bundesstraße 29 und des Stuttgarter Talkessels führen sollte. Die Planung wurde zwar aufgegeben. Dennoch wurden mehrere vierstreifige Abschnitte fertiggestellt, die als B 29 gewidmet wurden. Die ungerade Bezeichnung der in Ost-West-Richtung verlaufenden Strecke stellt zudem eine Besonderheit dar, weil sie von der üblichen Nomenklatur abweicht: ungerade Nummern erhielten in der Regel nur Nord-Süd-Verbindungen.

## Planungsgeschichte
Die Verbindung Stuttgart – Aalen war nicht Bestandteil des in der Weimarer Republik geplanten „Spitzennetzes“. In den Netzplänen der Nationalsozialisten fand sich ebenfalls die Planung einer Reichsautobahn für diese Strecke nicht.
Der Ausbauplan für die Bundesfernstraßen des Gesetzes vom 27. Juli 1957 sah zwar noch keinen Bau einer Bundesautobahn vor, doch war die Bundesstraße 29 zwischen Waiblingen und Aalen in das „Blaue Netz“ der neu oder auszubauenden Bundesstraßen aufgenommen.
Der Bedarfsplan des Gesetzes über den Ausbau der Bundesfernstraßen in den Jahren 1971 bis 1985 vom 30. Juni 1971 enthielt den vierstreifigen Neubau der B 29. Folgende Teilprojekte waren vorgesehen:
| Kurzbezeichnung | Abschnitt | Ausbau                  | Stand |
| --------------- | --- | ----------------------- | --- |
| B 29            | Kreuz bei Stuttgart-Stammheim (B 10/B 27) – südlich Kornwestheim – nördlich Stuttgart-Rot – nördlich Stuttgart-Mühlhausen – südlich Aldingen – südlich Neckarrems – nördlich und westlich Fellbach-Oeffingen – Waiblingen – Kreuz mit der B 14/B 312 | vierstreifig            | Stufe I |
| B 29            | Kreuz mit der B 14/B 312 bei Waiblingen – Beinstein (Dreieck mit B 14 nach Backnang) – Weinstadt-Großheppach / Weinstadt-Beutelsbach | vier- bis sechsstreifig | fertiggestellt |
| B 29            | Weinstadt-Großheppach / -Beutelsbach – Remshalden-Grunbach | vierstreifig            | Stufe I |
| B 29            | Remshalden-Grunbach – Winterbach (Kreuz mit der „Autobahn 13“, später: A 45) | vierstreifig            | 1. Fahrbahn fertiggestellt, 2. Fahrbahn in Dringlichkeitsstufe I)                                                             |
| B 29            | Winterbach (A 45) – Schorndorf – Schwäbisch Gmünd (B 298) | vierstreifig            | Stufe I |
| B 29            | Schwäbisch Gmünd – westlich Aalen | vierstreifig            | 1. Fahrbahn teilweise fertiggestellt, im Übrigen in Dringlichkeitsstufe I, 2. Fahrbahn durchgängig in Dringlichkeitsstufe II) |
| B 29            | westlich Aalen – Westhausen (A 7) | vierstreifig            | Stufe I |

Mit der Neustrukturierung des Netzes der Bundesautobahnen, die mit Wirkung ab 1. Januar 1975 eingeführt wurde, wurde der gesamte Streckenzug unter der einheitlichen Bezeichnung als „Bundesautobahn 87“ zusammengefasst.
In der Netzkarte der Bundesregierung vom 1. Januar 1976 war die A 87 unverändert enthalten.
Auch der Bedarfsplan des Gesetzes zur Änderung des Gesetzes über den Ausbau der Bundesfernstraßen in den Jahren 1971 bis 1985 vom 5. August 1976 wies die Bundesautobahn 87 in der Trassierung unverändert aus. Allerdings wurde die Dringlichkeit der einzelnen Teilabschnitte modifiziert. Es ergab sich folgendes Bild:
| Abschnitt | Ausbau                  | Stand |
| --- | ----------------------- | --- |
| Kreuz bei Stuttgart-Stammheim (A 80/A 83) – südlich Kornwestheim |                         | laufendes Vorhaben |
| südlich Kornwestheim – nördlich Stuttgart-Rot – nördlich Stuttgart-Mühlhausen – südlich Aldingen – südlich Neckarrems – nördlich und westlich Fellbach-Oeffingen, Waiblingen – Kreuz mit der A 85 | vierstreifig            | möglicher weiterer Bedarf |
| Kreuz mit der A 85 bei Waiblingen – Beinstein (Dreieck mit A 85 nach Backnang) – Großheppach / Beutelsbach – Grunbach                                                                             | vier- bis sechsstreifig | fertiggestellt |
| Grunbach – Winterbach (Kreuz mit der A 45) | vierstreifig            | 1. Fahrbahn fertiggestellt, 2. Fahrbahn in Dringlichkeitsstufe Ia                                                                        |
| Winterbach (A 45) – Schorndorf – Urbach | vierstreifig            | Stufe Ib |
| Urbach – Plüderhausen – westlich Lorch-Waldhausen | vierstreifig            | laufendes Vorhaben |
| westlich Waldhausen – westlich Schwäbisch Gmünd | vierstreifig            | Stufe Ia |
| OU Schwäbisch Gmünd | vierstreifig            | Stufe Ib |
| östlich Schwäbisch Gmünd – westlich Aalen | vierstreifig            | 1. Fahrbahn fast durchgängig fertiggestellt, im Übrigen in Dringlichkeitsstufe Ib, 2. Fahrbahn vollständig als möglicher weiterer Bedarf |
| westlich Aalen – Westhausen (A 7) | vierstreifig            | 1. Fahrbahn in Dringlichkeitsstufe Ib, 2. Fahrbahn als möglicher weiterer Bedarf                                                         |

Mit dem Zweiten Gesetz zur Änderung des Gesetzes über den Ausbau der Bundesfernstraßen in den Jahren 1971 bis 1985 vom 25. August 1980 kam das Aus für die A 87. Die Planungen beschränkten sich auf den Aus- und abschnittsweisen Neubau der B 29:
| Kurzbezeichnung | Abschnitt                                       | Ausbau        | Stand                                                                        |
| --------------- | ----------------------------------------------- | ------------- | ---------------------------------------------------------------------------- |
| B 29            | Kornwestheim (B 27) – Waiblingen (B 19)         | vierstreifig  | Stufe II                                                                     |
| B 29            | Grunbach – Winterbach                           | vierstreifig  | 1. Fahrbahn fertiggestellt, 2. Fahrbahn als laufendes Vorhaben               |
| B 29            | Winterbach – Schorndorf – Urbach                | vierstreifig  | Stufe I                                                                      |
| B 29            | westlich Waldhausen – westlich Schwäbisch Gmünd | vierstreifig  | laufendes Vorhaben                                                           |
| B 29            | OU Schwäbisch Gmünd                             | vierstreifig, | Stufe I                                                                      |
| B 29            | östlich Schwäbisch Gmünd – westlich Aalen       | vierstreifig  | 1. Fahrbahn fertiggestellt, 2. Fahrbahn vollständig in Dringlichkeitsstufe I |
| B 29            | westlich Aalen – Westhausen (A 7)               | zweistreifig  | Stufe I                                                                      |

Das Dritte Gesetz zur Änderung des Gesetzes über den Ausbau der Bundesfernstraßen vom 21. April 1986 führte zu keiner Wiederaufnahme der A 87 in den Bedarfsplan. Zudem waren hinsichtlich des Neubaus von Teilabschnitten der B 29 nunmehr nur noch vorgenommen:
| Kurzbezeichnung | Abschnitt                               | Ausbau       | Stand |
| --------------- | --------------------------------------- | ------------ | --- |
| B 29            | Kornwestheim (B 27) – Waiblingen (B 19) | vierstreifig | Stufe II |
| B 29            | Grunbach – Winterbach                   | vierstreifig | laufendes Vorhaben |
| B 29            | Winterbach – Schorndorf – Urbach        | vierstreifig | Stufe I |
| B 29            | OU Schwäbisch Gmünd                     | vierstreifig | 1. Fahrbahn in Dringlichkeitsstufe I, 2. Fahrbahn in Dringlichkeitsstufe II                                                |
| B 29            | östlich Schwäbisch Gmünd – Zimmern      | vierstreifig | 1. Fahrbahn fertiggestellt, 2. Fahrbahn in Dringlichkeitsstufe I                                                           |
| B 29            | Zimmern – westlich Aalen                | vierstreifig | 1. Fahrbahn fertiggestellt, 2. Fahrbahn in Dringlichkeitsstufe II, im Abschnitt Essingen – Aalen in Dringlichkeitsstufe I) |
| B 29            | westlich Aalen – Westhausen (A 7)       | zweistreifig | Stufe I |

Im Bedarfsplan des Vierten Gesetzes zur Änderung des Fernstraßenausbaugesetzes vom 15. November 1993 war die A 87 weiterhin nicht enthalten. Der Aus- und Neubau der Bundesstraße 29 hatte folgende Projekte zum Gegenstand:
| Kurzbezeichnung | Abschnitt                                 | Ausbau       | Stand                                                            |
| --------------- | ----------------------------------------- | ------------ | ---------------------------------------------------------------- |
| B 29            | Kornwestheim (B 27) – Waiblingen (B 19)   | vierstreifig | Stufe II                                                         |
| B 29            | Winterbach – Schorndorf – Urbach          | vierstreifig | laufendes Vorhaben                                               |
| B 29            | OU Schwäbisch Gmünd                       | vierstreifig | Stufe I                                                          |
| B 29            | östlich Schwäbisch Gmünd – westlich Aalen | vierstreifig | 1. Fahrbahn fertiggestellt, 2. Fahrbahn in Dringlichkeitsstufe I |
| B 29            | westlich Aalen – Westhausen (A 7)         | zweistreifig | laufendes Vorhaben                                               |

Der Bedarfsplan des Fünften Gesetzes zur Änderung des Fernstraßenausbaugesetzes vom 4. Oktober 2004 brachte im Hinblick auf die A 87 keine Neuaufnahme. Weiterhin war der Aus- und Neubau der Bundesstraße 29 vorgenommen:
| Kurzbezeichnung | Abschnitt                                 | Ausbau       | Stand                                                            |
| --------------- | ----------------------------------------- | ------------ | ---------------------------------------------------------------- |
| B 29            | Kornwestheim (B 27) – Waiblingen (B 19)   | vierstreifig | weiterer Bedarf                                                  |
| B 29            | OU Schwäbisch Gmünd                       | zweistreifig | vordringlicher Bedarf bzw. laufendes Vorhaben                    |
| B 29            | östlich Schwäbisch Gmünd – westlich Aalen | vierstreifig | 1. Fahrbahn fertiggestellt, 2. Fahrbahn im vordringlichen Bedarf |
| B 29            | westlich Aalen – Westhausen (A 7)         | zweistreifig | laufendes Vorhaben                                               |

Der Bedarfsplan des Sechsten Gesetzes zur Änderung des Fernstraßenausbaugesetzes vom 23. Dezember 2016 sieht die A 87 ebenfalls nicht mehr vor. Weiterhin ist der Aus- und Neubau der Bundesstraße 29 vorgenommen:
| Kurzbezeichnung | Abschnitt                                                             | Ausbau                         | Stand                                                                                |
| --------------- | --------------------------------------------------------------------- | ------------------------------ | ------------------------------------------------------------------------------------ |
| B 29            | Nordostring Stuttgart (B 27 bei Kornwestheim) – (B 19 bei Waiblingen) | vierstreifig (Neu- und Ausbau) | weiterer Bedarf mit Planungsrecht                                                    |
| B 29            | Schwäbisch Gmünd – Hussenhofen                                        | vierstreifig (Ausbau)          | 1. Fahrbahn fertiggestellt, 2. Fahrbahn im vordringlichen Bedarf                     |
| B 29            | Hussenhofen – Böbingen                                                | vierstreifig (Ausbau)          | 1. Fahrbahn fertiggestellt, 2. Fahrbahn im vordringlichen Bedarf                     |
| B 29            | Böbingen – Mögglingen                                                 | vierstreifig (Ausbau)          | 1. Fahrbahn fertiggestellt, 2. Fahrbahn im vordringlichen Bedarf                     |
| B 29            | Essingen – Aalen                                                      | vierstreifig (Ausbau)          | 1. Fahrbahn fertiggestellt, 2. Fahrbahn als laufendes und fest disponiertes Vorhaben |
| B 29            | Ortsumgehung Mögglingen                                               | vierstreifig (Neubau)          | laufendes und fest disponiertes Vorhaben                                             |

Ein Ausbau der Nordwestumgehung Aalen ist derzeit nicht vorgesehen. Vielmehr entsteht eine zweispurige Bundesstraße 29a zwischen Unterkochen und Ebnat als südlicher Zubringer zur A 7.
Der vierstreifige Ausbau der B 29 zwischen Essingen und Aalen-West, für den 1981 das Linienbestimmungsverfahren eingeleitet wurde und seit 30. Dezember 2002 ein Planfeststellungsbeschluss vorliegt, begann am 12. Oktober 2020. Im September 2024 konnte ein wesentlicher Teil der Arbeiten an dieser Strecke abgeschlossen werden.

## Liste der Verkehrsfreigaben
Bereits in den 1930er Jahren wurde mit der Teilortsumgehung von Schorndorf im Zuge der Reichsstraße 29 die später als 1. Fahrbahn genutzte Strecke zwischen Schorndorf-Nord und Schorndorf-Ost/Urbach fertiggestellt. In der zweiten Hälfte der 1950er Jahre folgte die Verlegung der B 29 zwischen Großheppach und Schorndorf-West, die später die 1. Fahrbahn der vierstreifigen Bundesstraße ausbildete. Zwischen Schwäbisch Gmünd und Aalen war mit Ausnahme einiger Ortsumgehungen im Wesentlichen die Bestandstrasse der B 29 als 1. Fahrbahn des vierspurigen Ausbaus vorgesehen. Bei Schwäbisch Gmünd-Hussenhofen erfolgte die Verlegung der Bundesstraße bereits Ende der 1950er bzw. Anfang der 1960er Jahre.
In den Straßenbauberichten der Bundesregierung an den Deutschen Bundestag war 1975 lediglich die Strecke Schwäbisch Gmünd – Rinderbacher Mühle als ein fertiggestellter Abschnitt der A 87 verzeichnet, obwohl es sich bei der Strecke nicht um eine neue, vierspurig und autobahnähnlich errichtete Verbindung handelte, sondern um einen zweistreifigen Ausbau der B 29. Zwischen 1974 und 1978 war in den Berichten der Teilabschnitt Schorndorf-Ost/Urbach – Waldhausen-Ost – Schwäbisch Gmünd mit 17,8 km unter der Bezeichnung „A 87“ als im Bau befindlich enthalten. Diese Strecke wurde jedoch ebenfalls als B 29 fertiggestellt. Auf der ursprünglich für die A 87 vorgesehenen Trasse wurden folgende Vorhaben umgesetzt:
- 1970: Fellbach (B 14) – AS Beinstein (4 km, vierstreifig, als B 29 gewidmet)
- 1972: AS Beinstein - Großheppach (2 km vierstreifig, als B 29 gewidmet)
- 1975: Schwäbisch Gmünd – Schwäbisch Gmünd-Ost/Rinderbacher Mühle (2,2 km, zweistreifig, als B 29 gewidmet)
- 1979: AS Schorndorf-Ost/Urbach – AS Waldhausen-Ost (9,0 km, vierstreifig, als B 29 gewidmet)
- 1984: AS Großheppach – AS Schorndorf-West, 2. Fahrbahn, 1. Bauabschnitt (3,0 km, vierstreifig, als B 29 gewidmet)
- 1985: AS Großheppach – AS Schorndorf-West, 2. Fahrbahn, 2. Bauabschnitt (1,0 km, vierstreifig, als B 29 gewidmet)
- 1985: AS Waldhausen-Ost – AS Schwäbisch Gmünd-West (8,5 km, vierstreifig, als B 29 gewidmet)
- 1986: AS Großheppach – AS Schorndorf-West, 2. Fahrbahn, 3. Bauabschnitt (3,6 km, vierstreifig, als B 29 gewidmet)
- 1997: OU Schorndorf (6,2 km, vierstreifig, als B 29 gewidmet)
- 1999: OU Aalen, 1. Bauabschnitt (4,0 km, zweistreifig, als B 29 gewidmet)
- 2001: OU Aalen, 2. Bauabschnitt (8,3 km, zweistreifig, als B 29 gewidmet)
- 2001: OU Schwäbisch Gmünd, 1. Teil des 1. Bauabschnitts (0,8 km, zweistreifig, als B 29 gewidmet)
- 2013: OU Schwäbisch Gmünd, Reststrecke (3,3 km, zweistreifig, als B 29 gewidmet)
- 2019: OU Mögglingen, Neubau (6,7 km, vierstreifig, als B 29 gewidmet)
- 2025: AS Hermannsfeld - Aalen-West (vierstreifig, als B 29 gewidmet)